# Igreja de Santiago (Tavira)

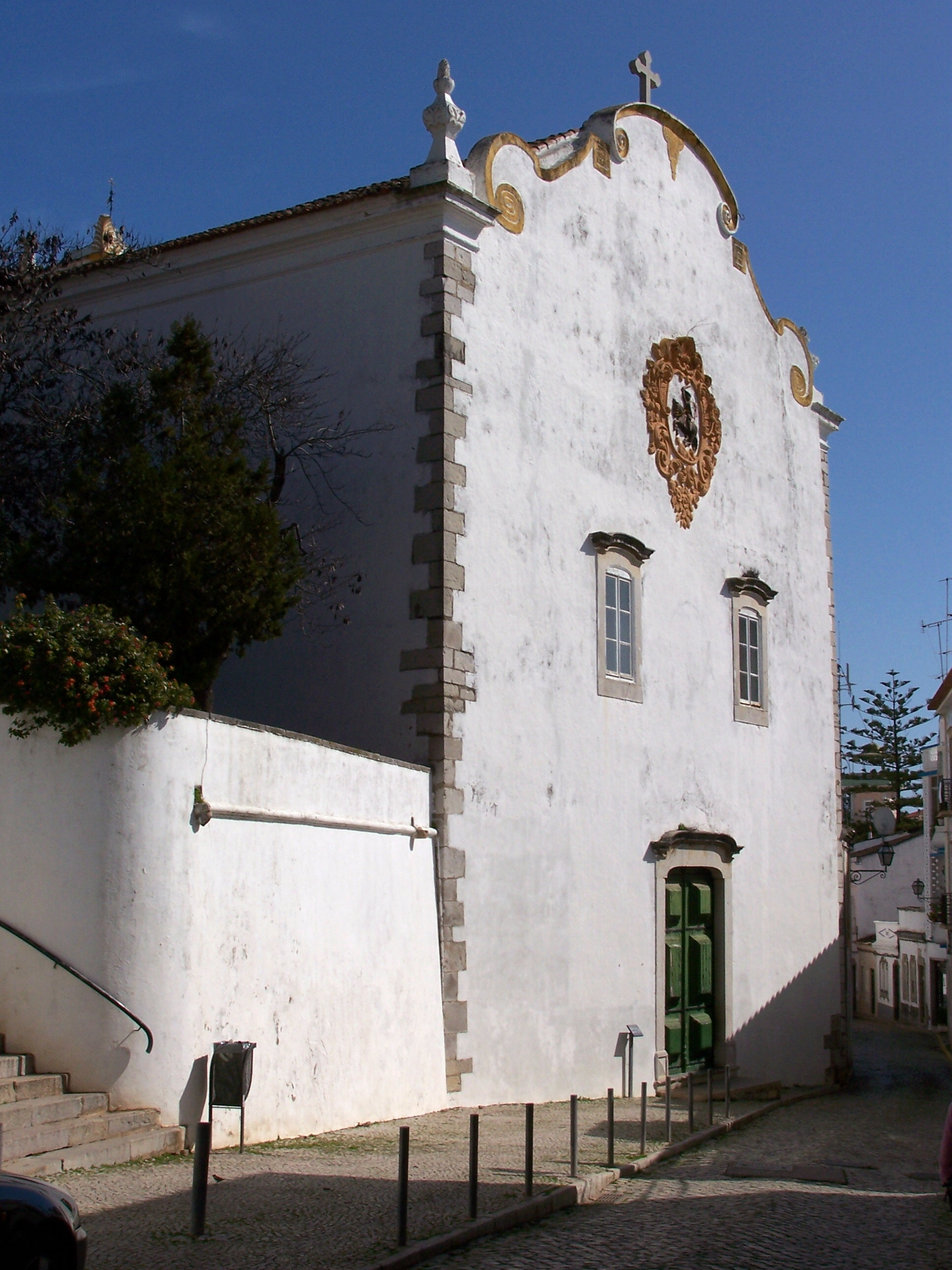
Igreja de Santiago de Tavira

A Igreja de Santiago é uma igreja situada na antiga freguesia de Santiago, na cidade de Tavira, junto do castelo desta cidade.
Datada de finais do séc. XIII, é devotada a Santiago Maior. Foi doada por D. Afonso III ao Bispo de Silves, em 1270, tendo pertencido à Ordem Militar de Santiago de Espada. Foi danificada pesadamente durante o terramoto de 1755, e a sua imagem actual resulta da reconstrução efectuada após aquele sismo. É um edifício religioso de uma nave, e diversas capelas e altares. A igreja é considerada o ponto de partida do percurso oriental do Caminho Português de Santiago.